# Mistrzostwa Ameryki Środkowej i Karaibów w Lekkoatletyce 1969
2. Mistrzostwa Ameryki Środkowej i Karaibów w Lekkoatletyce – zawody sportowe, które odbyły się w roku 1969 w Hawanie na Kubie.

## Rezultaty

### Mężczyźni
| Konkurencja                   |                    | Wynik     |                   | Wynik     |                    | Wynik   |
| ----------------------------- | ------------------ | --------- | ----------------- | --------- | ------------------ | ------- |
| 100 m                         | Hermes Ramírez     | 10,4      | José Triana       | 10,7      | Carl Edmund        | 10,8    |
| 200 m                         | Hermes Ramírez     | 21,0      | Pedro Fernández   | 21,5      | Carl Edmund        | 21,8    |
| 400 m                         | Juan Franceschi    | 47,0      | Garth Case        | 47,4      | Antonio Álvarez    | 47,9    |
| 800 m                         | Luis Dubouchet     | 1:50,1    | Herminio Isaac    | 1:51,5    | Carlos Martínez    | 1:53,2  |
| 1500 m                        | Sergio González    | 3:52,2    | Carlos Martínez   | 3:53,2    | Lázaro Valdivieso  | 3:54,8  |
| 5000 m                        | Sergio González    | 14:59,4   | Andrés Romero     | 15:00,8   | Carlos Báez        | 15:34,0 |
| 10 000 m                      | Sergio González    | 31:13,3   | Andrés Romero     | 31:21,5   | Felipe Chaviano    | 32:46,4 |
| Półmaraton                    | Pablo Garrido      | 1:08:53   | Jacinto Sabinal   | 1:11:35   | Patricio Larriñaga | 1:12:10 |
| 3000 m z przeszkodami         | Antonio Villanueva | 9:04,0    | Rigoberto Mendoza | 9:06,6    | Bulmaro Olguín     | 9:08,5  |
| 110 m ppł                     | Juan Morales       | 14,4      | Pedro Fernández   | 14,4      | Richard Davis      | 17,0    |
| 400 m ppł                     | Miquel Olivera     | 53,9      | Juan García       | 53,9      | Richard Davis      | 1:07,0  |
| Skok wzwyż                    | Miguel Durañona    | 1,95      | Bernabé Luaces    | 1,95      | Trevor Tennant     | 1,90    |
| Skok o tyczce                 | Roberto Moré       | 4,52      | Jorge Miranda     | 4,10      | Guillermo González | 4,10    |
| Skok w dal                    | Ernesto Boy        | 7,46      | David Cruz        | 7,33      | Victor Brooks      | 7,31    |
| Trójskok                      | José Hernández     | 15,60     | Ricardo Carnejo   | 15,56     | Iván Baldayo       | 15,44   |
| Pchnięcie kulą                | Benigno Hodelín    | 15,78     | Modesto Mederos   | 15,68     | Jorge Marrero      | 14,78   |
| Rzut dyskiem                  | Bárbaro Cañizares  | 54,70     | Javier Moreno     | 50,84     | Ignacio Reinosa    | 48,92   |
| Rzut młotem                   | Víctor Suárez      | 56,10     | Jesús Fuentes     | 53,60     | Pedro Granell      | 53,56   |
| Rzut oszczepem                | Salomón Robins     | 69,98     | Francisco Mena    | 69,70     | Julio Loredo       | 69,50   |
| Dziesięciobój lekkoatletyczny | Jesús Mirabal      | 6492 pkt. | José Díaz         | 6040 pkt. | −                  | −       |
| Chód na 20 km                 | Pascual Ramírez    | 1:39:57   | José Oliveros     | 1:40:06   | Euclides Calzado   | 1:41:05 |
| Sztafeta 4 x 100 m            | Jamajka            | 42,2      | Panama            | 43,4      | −                  | −       |
| Sztafeta 4 x 400 m            | Kuba               | 3:13,1    | Jamajka           | 3:15,8    | Panama             | 3:20,5  |

### Kobiety
| Konkurencja               |                   | Wynik  |                  | Wynik  |                    | Wynik  |
| ------------------------- | ----------------- | ------ | ---------------- | ------ | ------------------ | ------ |
| 100 m                     | Miguelina Cobián  | 11,6   | Fulgencia Romay  | 11,8   | Margarita Martínez | 12,8   |
| 200 m                     | Miguelina Cobián  | 23,8   | Violeta Quesada  | 23,8   | Margarita Martínez | 25,8   |
| 400 m                     | Carmen Trustée    | 55,2   | Aurelia Pentón   | 55,3   | Lucía Quiroz       | 58,5   |
| 800 m                     | Carmen Trustée    | 2:12,2 | Lucía Quiroz     | 2:14,1 | Aurelia Pentón     | 2:14,9 |
| 100 m ppł                 | Lourdes Jones     | 14,7   | Raquel Martínez  | 14,7   | Beatriz Aparicio   | 16,5   |
| Skok wzwyż                | Hilda Fabré       | 1,55   | Silvia Tapia     | 1,55   | Lucía Duquet       | 1,55   |
| Skok w dal                | Marina Samuells   | 6,08   | Marcia Garbey    | 6.07   | Carol Cummings     | 5,52   |
| Pchnięcie kulą            | Hilda Ramírez     | 14,02  | Grecia Hamilton  | 13,95  | Guadalupe Lartigue | 13,00  |
| Rzut dyskiem              | Carmen Romero     | 51,41  | María Betancourt | 47,78  | Eileen Hibbert     | 38,52  |
| Rzut oszczepem            | Milagros Bayard   | 45,28  | Tomasa Núñez     | 42,72  | Ana López          | 35,84  |
| Pięciobój lekkoatletyczny | Daisy Hechevarría | 3974   | Josefa Reyes     | 3640   | −                  | −      |
| Sztafeta 4 x 100 m        | Kuba              | 45,9   | Panama           | 50,3   | Jamajka            | 50,8   |

## Tabela medalowa
| Poz. | Państwo   |    |    |   | Łącznie |
| ---- | --------- | -- | -- | - | ------- |
| 1    | Kuba      | 26 | 21 | 8 | 55      |
| 2    | Meksyk    | 7  | 7  | 4 | 18      |
| 3    | Portoryko | 1  | 3  | 5 | 9       |
| 4    | Jamajka   | 1  | 2  | 5 | 8       |
| 5    | Panama    | 0  | 2  | 9 | 11      |
| 6    | Wenezuela | 0  | 0  | 1 | 1       |